# Ахматенер (Кукнурское сельское поселение)
 Ахматенер  — упразднённая деревня в Сернурском районе Республики Марий Эл. Входила в состав Кукнурского сельского поселения. В 2023 году включена в состав деревни Нижний Рушенер и исключена из учётных данных.

## География
Находится в северо-восточной части республики Марий Эл на расстоянии приблизительно 35 км на север от районного центра посёлка Сернур.

## История
Возникла в 1965 году в результате объединения деревень Большой Ахматенер и Малый Ахматенер. В 1996 году в 10 дворах проживали 27 человек, в 2005 году в 10 дворах — 21 человек.

## Население
| 2002 | 2010 |
| ---- | ---- |
| 23   | ↗28  |

Население составляло 24 человека (мари 100 %) в 2002 году, 28 в 2010.